# Zoë Tamerlis Lund
Zoë Tamerlis Lund (9 de febrero de 1962-16 de abril de 1999), también Zoë Tamerlis y Zoë Tamerlaine, fue una actriz, modelo, compositora y productora estadounidense, conocida por su asociación con las películas del director Abel Ferrara: Ms. 45 (1981), que protagonizó, y Bad Lieutenant (1992), para la que escribió el guion.
Lund falleció en París el 16 de abril de 1999 debido a un fallo cardíaco provocado por su adicción a la cocaína.

## Filmografía

### Cine y Televisión
| Cine       | Cine                 | Cine                 | Cine                                  |
| Año        | Película             | Rol                  | Notas                                 |
| ---------- | -------------------- | -------------------- | ------------------------------------- |
| 1981       | Ms. 45               | Thana                | Título alternativo Angel of Vengeance |
| 1984       | Efectos especiales   | Andrea Wilcox/Elaine | Zoe Tamerlis                          |
| 1984       | Terror in the Aisles | Thana                |                                       |
| 1989       | The Houseguest       | Marla                | Zoe Tamerlaine                        |
| 1989       | Exquisite Corpses    | Belinda Maloney      | Zoë Tamerlis                          |
| 1992       | Bad Lieutenant       | Zoe                  | Escritora                             |
| 1993       | Hot Ticket           |                      | Directora                             |
| 1994       | Hand Gun             | Zelda                |                                       |
| 1994       | Dreamland            | Caroline             |                                       |
| Televisión |                      |                      |                                       |
| Año        | Título               | Rol                  | Notas                                 |
| 1985       | Miami Vice           | Miranda              | 1 episodio                            |
| 1988       | Hothouse             | Chickie              | 7 episodios                           |